# Greg Eden
Greg Eden (* 14. November 1990 in Castleford, West Yorkshire) ist ein englischer Rugby-League-Spieler.
Eden begann seine Super-League-Karriere bei den Castleford Tigers, bevor er von den Huddersfield Giants unter Vertrag genommen wurde. Gleich zu Beginn der Saison 2012 wurde er aufgrund seiner Leistung als Schlussmann Teil der Startformation. Nach Ende der Saison wechselte er zu den Hull Kingston Rovers, wo er die nächste Saison verbrachte. Im April 2014 wurde er für einen Monat an die Salford Red Devils ausgeliehen. Am 1. September 2014 unterschrieb er einen Vertrag bei den Brisbane Broncos.